# Pfeiffernunatak
Pfeiffernunatak är en nunatak i Antarktis. Den ligger i Östantarktis. Nya Zeeland gör anspråk på området. Toppen på Pfeiffernunatak är 1 926 meter över havet.
Terrängen runt Pfeiffernunatak är en högslätt. Trakten är obefolkad. Det finns inga samhällen i närheten.